# セバスチャン・スペンス
セバスチャン・スペンス（Sebastian Spence、1969年12月9日 - ）は、カナダの俳優。

## 出演作品
- ストーム・インパクト
- 恋するインターン
- ＧＡＬＡＣＴＩＣＡ：スピンオフ　【BLOOD＆CHROME／最高機密指令】
- ＥＮＤＧＡＭＥ　～天才バラガンの推理ゲーム
- ＣＡＭＥＬＯＴ　～禁断の王城～
- ヤング・スーパーマン ファイナル・シーズン
- バトルスター・ギャラクティカ シーズン4（ナルチョ）
- 壊滅暴風圏　～ファイナル・カウントダウン～
- バトルスター・ギャラクティカ シーズン3（ナルチョ）
- 私立探偵ストレイチー／偽りのセラピー
- パッション　禁断の交わり(ロバート・モス)
- 恋するハリウッド日記　～ジジは幸せアン・ハッピー！～ シーズン2
- SUPERNATURAL　スーパーナチュラル シーズン1
- バトルスター・ギャラクティカ シーズン2（ナルチョ）
- ケルベロス
- 壊滅暴風圏II/カテゴリー7
- プライベート・ムーン
- 私立探偵ストレイチー（ティミー・キャラハン）
- 恋するハリウッド日記　～ジジは幸せアン・ハッピー！～シーズン1
- ローン・レンジャー　復讐のガンマン
- クロスライン　凶弾のターゲット（オーウェン・テイラー）
- ファースト・ウェイブ シーズン3
- ファースト・ウェイブ シーズン2
- ファースト・ウェイブ／最終予言1999
- キング・オブ・コップ
- ファイアーストーム
- ＣＯＰ コップ
- ラスト コップ 血塗られた狼